# Zoe Miller
Zoe Miller (Hartford, 11 de noviembre de 2005) es una deportista estadounidense que compite en gimnasia artística. En los Juegos Panamericanos de 2023 obtuvo dos medallas de oro, en las pruebas de barras asimétricas y por equipos.

## Palmarés internacional
| Juegos Panamericanos | Juegos Panamericanos | Juegos Panamericanos | Juegos Panamericanos |
| Año                  | Lugar                | Medalla              | Prueba               |
| -------------------- | -------------------- | -------------------- | -------------------- |
| 2023                 | Santiago (Chile)     | Medalla de oro       | Barras asimétricas   |
| 2023                 | Santiago (Chile)     | Medalla de oro       | Concurso por equipos |